# Amsterdams Kleinkunst Festival
Het Amsterdams Kleinkunst Festival is een jaarlijks terugkerend Nederlands kleinkunstfestival, opgericht in 1988 door Evert de Vries. Zo wordt op het festival de Wim Sonneveldprijs uitgereikt voor nieuw kleinkunsttalent. Ook wordt elk jaar op het festival de Annie M.G. Schmidtprijs uitgereikt, voor het beste theaterlied van het afgelopen seizoen.
Daarnaast staat het Amsterdams Kleinkunst Festival bekend om zijn hommages aan gerenommeerde kleinkunstenaars. Zo bracht het Amsterdams Kleinkunst Festival in 2018 een hommage aan Herman van Veen en in 2019 aan Simone Kleinsma.

## AKF Deluxe
In de eerste twee weken van april presenteert het Amsterdams Kleinkunst Festival AKF Deluxe, een jaarlijks kleinkunstfestival in Amsterdam, met verschillende programma's, zoals de Avond van de Kleinkunst, waarin kleinkunstenaars vervolgnummers schrijven op klassieke liedjes, AKF Roulette, waarin de finalisten van de Wim Sonneveldprijs op bijzondere locaties rondom het Amsterdamse Leidseplein spelen, en AKF Shaker, waarin het Amsterdams Kleinkunst Festival en het Amsterdams Andalusisch Orkest samenwerken.
Daarnaast presenteert AKF Deluxe elk jaar AKF Lab, een creatief laboratorium waarin gevestigde artiesten nieuwe experimenten opzetten en uitwerken voor het publiek.

## Wim Sonneveldprijs
De Wim Sonneveldprijs of AKF Sonneveldprijs wordt sinds 1988 door het Amsterdams Kleinkunst Festival georganiseerd. Voor veel kleinkunstenaars is het winnen van deze prijs een opstap naar een professionele theatercarrière. In het concours wordt nieuw talent gesignaleerd, begeleid en getraind voor de theaterwereld. Uit de gemiddeld 50 kandidaten die meedoen aan de voorronden in Theater Bellevue worden zes halvefinalisten geselecteerd. Deze halvefinalisten gaan op tournee door heel Nederland om zichzelf aan het land te presenteren. Tijdens hun tournee krijgen de zes trainingen, adviezen en masterclasses aangeboden over de artistieke en zakelijke kanten van het vak.
De halve finale wordt tijdens AKF Deluxe gespeeld in Theater Bellevue, waar de jury drie finalisten selecteert. Deze strijden een aantal dagen later in De Kleine Komedie om de Wim Sonneveldprijs.

## Annie M.G. Schmidtprijs
De Annie M.G. Schmidtprijs wordt sinds 1992 elk jaar door het Amsterdams Kleinkunst Festival uitgereikt aan het beste theaternummer van het afgelopen seizoen. Voorafgaand aan de uitreiking van de prijs worden zes nominaties bekendgemaakt. De jaarlijkse uitreiking vindt besloten plaats in Theater Bellevue.